# (1750) Экерт
(1750) Экерт (лат. Eckert) — астероид, относящийся к группе астероидов пересекающих орбиту Марса и принадлежащий к светлому спектральному классу S. Он был открыт 15 июля 1950 года немецким астрономом Карлом Райнмутом в обсерватории Хайдельберга и назван в честь американского астронома Джона Экерта.

Орбита астероида Экерт и его положение в Солнечной системе
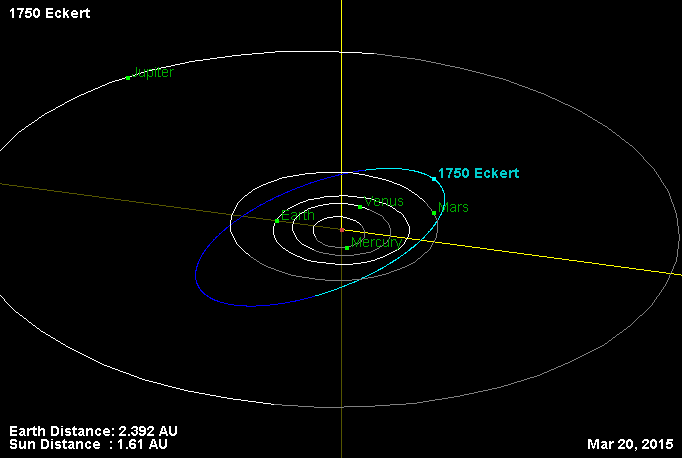
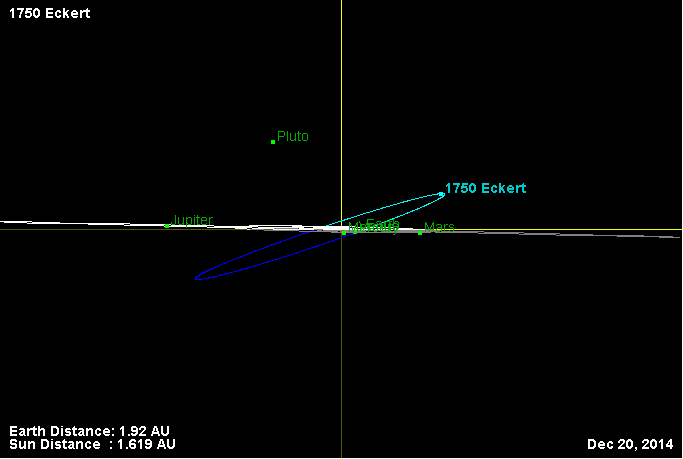